# Лесная Дача (Ставропольский край)
Лесна́я Да́ча — село в Ипатовском районе (городском округе) Ставропольского края России.

## Географическое положение
Расстояние до краевого центра: 86 км. Расстояние до районного центра: 53 км.

## История
Дата основания: 1870 г.
По данным ставропольского писателя и краеведа В. Н. Кротенко, «село Лесная Дача пошло от возведённой в 1882 году заимки помещика Курдубанова».
Постановлением Ставропольского крайисполкома от 27 декабря 1979 года образован Леснодачненский сельсовет Ипатовского района, в состав которого вошли сёла Лесная Дача (центр) и Красная Поляна, ранее находившиеся в составе Тахтинского сельсовета.
До 1 мая 2017 года село было административным центром упразднённого Леснодачненского сельсовета.

## Население
| 1989 | 2002 | 2010 | 2014 | 2023 |
| ---- | ---- | ---- | ---- | ---- |
| 647  | ↘611 | ↘493 | ↗600 | ↘406 |

По данным переписи 2002 года, 92 % населения — русские.

## Инфраструктура
- Леснодачненское социально-культурное объединение
- Фельдшерско-акушерский пункт[10]
- В 1,3 км на север от села расположено общественное открытое кладбище площадью 7000 м²[11].

## Образование
- Детский сад № 24 «Яблочко»
- Средняя общеобразовательная школа № 17

## Связь и телекоммуникации
В 2016 году в селе введена в эксплуатацию точка доступа к сети Интернет (передача данных осуществляется посредством волоконно-оптической линии связи).